# Dino Campana
Dino Campana (1885-1932) va ser un poeta italià famós pels seus Cants Òrfics, on relata un viatge líric que resumeix el seu desig de fugir del món per dedicar-se només a l'art, en una línia similar a Baudelaire o Rimbaud. Els poemes estan plens d'elements onírics i figures romàntiques d'éssers marginals. Destaca també l'epistolari amb la seva estimada, Sibilla Aleramo, també escriptora.

## Obres
- Canti Orfici (1914)
- Inediti (1941)
- Taccuino (1949)
- Taccuineto faentino (1960)